# Världsmästerskapet i schack 2024
Världsmästerskapet i schack 2024 var en titelmatch mellan den regerande världsmästaren Ding Liren och utmanaren Dommaraju Gukesh. Matchen spelades i Singapore mellan den 25 november och 12 december 2024.
Matchen slutade med en seger för Gukesh som blev den artonde världsmästaren. Med sina 18 år var Gukesh den yngste, oomstridde världsmästaren i historien.
Det var en jämn match som avgjordes i det sista partiet. Efter att spelarna vunnit varsitt parti i inledningen av matchen, följde en rad remier. Gukesh var väl förberedd i öppningarna och tog initiativet i flera partier. Ding hamnade ofta i tidsnöd men spelade trots det korrekt och höll balansen i matchen fram till det elfte partiet där han gjorde ett svårt misstag och förlorade direkt. Ding lyckades komma tillbaka och vinna det tolfte partiet med säkert spel och matchen såg ut att gå till särspel (med snabbschack- och blixtpartier där Ding skulle ha varit favorit). Det sista partiet gick till ett slutspel som skulle slutat remi vid korrekt spel men efter ett misstag av Ding kunde Gukesh avgöra partiet och matchen. 

## Bakgrund
Efter att ha vunnit VM-matchen 2023 gjorde Ding Liren ett flera månader långt speluppehåll som han senare avslöjade var till följd av psykiska problem. När Ding återvände till professionellt schack var det med dåliga resultat och han dalade till 23:e plats på världsrankingen, den lägsta placeringen någonsin för en regerande världsmästare.

## Kandidatturneringen
För att utse en utmanare hölls en kandidatturnering med åtta deltagare i Toronto mellan den 3 och 21 april 2024. Följande spelare var kvalificerade:
| Namn                      | Kvalificerad genom |
| ------------------------- | --- |
| Jan Nepomnjasjtjij        | Förlorare i titelmatchen i världsmästerskapet i schack 2023 |
| Rameshbabu Praggnanandhaa | 2:a, 3:e, respektive 4:e plats i FIDE World Cup 2023. Vinnaren, den flerfaldiga världsmästaren Magnus Carlsen, avböjde inbjudan till kandidatturneringen och ersattes av Abasov. |
| Fabiano Caruana           | 2:a, 3:e, respektive 4:e plats i FIDE World Cup 2023. Vinnaren, den flerfaldiga världsmästaren Magnus Carlsen, avböjde inbjudan till kandidatturneringen och ersattes av Abasov. |
| Nijat Abasov              | 2:a, 3:e, respektive 4:e plats i FIDE World Cup 2023. Vinnaren, den flerfaldiga världsmästaren Magnus Carlsen, avböjde inbjudan till kandidatturneringen och ersattes av Abasov. |
| Vidit Gujrathi            | 1:a respektive 2:a i FIDE Grand Swiss 2023 |
| Hikaru Nakamura           | 1:a respektive 2:a i FIDE Grand Swiss 2023 |
| Dommaraju Gukesh          | Vinnare av FIDE Circuit 2023 |
| Alireza Firouzja          | Högst Elo-rating i januari 2024 bland de som inte lyckats kvala in genom tävling (2759, 6:a i världen)                                                                           |

Turneringen vanns överraskande av Dommaraju Gukesh, en halv poäng före favoriterna Fabiano Caruana, Hikaru Nakamura och Jan Nepomnjasjtjij.
| Placering | Spelare                   | Elo-rating april 2024 | 1   | 2   | 3   | 4   | 5   | 6   | 7   | 8   | Poäng |
| --------- | ------------------------- | --------------------- | --- | --- | --- | --- | --- | --- | --- | --- | ----- |
| 1         | Dommaraju Gukesh          | 2743                  |     | ½ ½ | ½ ½ | ½ ½ | 1 ½ | ½ 1 | 0 1 | 1 1 | 9     |
| 2         | Hikaru Nakamura           | 2789                  | ½ ½ |     | ½ ½ | ½ 1 | ½ 1 | 0 0 | 1 1 | ½ 1 | 8½    |
| 3         | Jan Nepomnjasjtjij        | 2758                  | ½ ½ | ½ ½ |     | ½ ½ | ½ ½ | 1 1 | 1 ½ | ½ ½ | 8½    |
| 4         | Fabiano Caruana           | 2803                  | ½ ½ | ½ 0 | ½ ½ |     | ½ 1 | ½ 1 | ½ 1 | 1 ½ | 8½    |
| 5         | Rameshbabu Praggnanandhaa | 2747                  | 0 ½ | ½ 0 | ½ ½ | ½ 0 |     | 1 ½ | ½ ½ | 1 1 | 7     |
| 6         | Vidit Gujrathi            | 2727                  | ½ 0 | 1 1 | 0 0 | ½ 0 | 0 ½ |     | 1 ½ | ½ ½ | 6     |
| 7         | Alireza Firouzja          | 2760                  | 1 0 | 0 0 | 0 ½ | ½ 0 | ½ ½ | 0 ½ |     | ½ 1 | 5     |
| 8         | Nijat Abasov              | 2632                  | 0 0 | ½ 0 | ½ ½ | 0 ½ | 0 0 | ½ ½ | ½ 0 |     | 3½    |

## Regler
Mästerskapet avgjordes genom bäst av 14 partier, där först till 7,5 poäng vann. Betänketiden var 120 minuter för 40 drag, därefter 30 minuter för resten av partiet med ett tillägg på 30 sekunder för varje drag från och med drag 41.
Vid oavgjort resultat skulle det spelas särspel i form av först snabbschack- och sedan blixtpartier.

## Resultat
| Namn             | Rating | Parti | Parti | Parti | Parti | Parti | Parti | Parti | Parti | Parti | Parti | Parti | Parti | Parti | Parti | Poäng |
| Namn             | Rating | 1     | 2     | 3     | 4     | 5     | 6     | 7     | 8     | 9     | 10    | 11    | 12    | 13    | 14    | Poäng |
| ---------------- | ------ | ----- | ----- | ----- | ----- | ----- | ----- | ----- | ----- | ----- | ----- | ----- | ----- | ----- | ----- | ----- |
| Ding Liren       | 2728   | 1     | ½     | 0     | ½     | ½     | ½     | ½     | ½     | ½     | ½     | 0     | 1     | ½     | 0     | 6½    |
| Dommaraju Gukesh | 2783   | 0     | ½     | 1     | ½     | ½     | ½     | ½     | ½     | ½     | ½     | 1     | 0     | ½     | 1     | 7½    |